# Takehiro Kashima
Takehiro Kashima (n. 16 iulie 1980, Abeno-ku⁠(d), Prefectura Osaka, Japonia) este un gimnast artistic ce a reprezentat Japonia, medaliat olimpic. A participat la 2 ediții ale Jocurilor Olimpice (2004, 2008) în care a câștigat o medalie de aur, o medalie de argint și o medalie de bronz.